# توسيع الاتحاد الأوروبي لعام 2004

أعضاء الاتحاد الأوروبي في 2004
أعضاء الاتحاد الأوروبي الجدد في 2004

حدث أكبر توسيع للاتحاد الأوروبي من نواحي المساحة وعدد الدول والسكان في 1 مايو 2004.
شملت عمليات الانضمام المتزامنة البلدان التالية (يشار إليها أحيانًا باسم بلدان «أيه 10»): قبرص وجمهورية التشيك وإستونيا والمجر ولاتفيا وليتوانيا ومالطا وبولندا وسلوفاكيا وسلوفينيا. شكل سبعة من هؤلاء جزءًا من الكتلة الشرقية السابقة (كان ثلاثة منهم من الاتحاد السوفيتي السابق، أما الأربعة الباقون كانوا وما زالوا أعضاء في مجموعة تحالف أوروبا الوسطى المسماة مجموعة فيشغراد). كانت سلوفينيا دولة غير منحازة قبل الاستقلال، وكانت إحدى جمهوريات يوغوسلافيا السابقة (يشار إليها أحيانًا باسم دول «أيه 8»)، أما الدولتان المتبقيتان كانتا جزيرتين من جزر البحر الأبيض المتوسط وعضوين في دول الكومنولث.
اعتُبر انضمام بلغاريا ورومانيا في عام 2007 جزءًا من موجة التوسيع نفسها، إذ لم تتمكنا من الانضمام في عام 2004، ولكن، وفقًا للجنة، تعتبران جزءًا من التوسيع الخامس.

## تاريخ

### خلفية عامة
مع نهاية الحرب العالمية الثانية في مايو 1945، وجدت أوروبا نفسها منقسمة بين الكتلة الغربية الرأسمالية والكتلة الشرقية الشيوعية، بالإضافة إلى دول العالم الثالث المحايدة. أنشئت المجموعة الاقتصادية الأوروبية (إي إي سي) في عام 1957 وضمت ستة بلدان داخل الكتلة الغربية وتوسعت لاحقًا لتشمل اثني عشر دولة في جميع أنحاء أوروبا. جمع بين الدول الشيوعية الأوروبية والاتحاد السوفيتي تكتل اقتصادي أكثر مرونة عُرف باسم الكوميكون (مجلس التعاون الاقتصادي). إلى الجنوب، وقعت دولة فدرالية شيوعية غير منحازة سُميت يوغوسلافيا.
بين عامي 1989 و1991، أوشكت الحرب الباردة بين القوتين العظميين على الانتهاء، وانهار تأثير الاتحاد السوفيتي على أوروبا الشيوعية. مع بدء الدول الشيوعية بالانتقال إلى ديمقراطيات السوق الحرة، التي توافق التكامل الأوروبي الأطلسي، طُرحت مسألة التوسع في القارة على أجندة المجموعة الاقتصادية الأوروبية.

### المفاوضات
أُطلِقت إستراتيجية برنامج الإعانة الجمعية لبلدان وسط أوروبا وشرقها (فير) بعد فترة وجيزة لتكييف هيكل دول أوروبا الوسطى والشرقية (Pays d'Europe Centrale et Orientale) مع المجموعة الاقتصادية الأوروبية. مثّل برنامج ضمان الجودة الإقليمي (Programme Régional d'Assurance Qualité (PRAQ)) إحدى الأدوات الرئيسية لهذه الاستراتيجية، وبدأ في عام 1993 لمساعدة دول أوروبا الوسطى والشرقية في تطبيق النهج الجديد في اقتصادها.
نُقلت تشريعات الاتحاد التي تضمنت 3,000 إرشاد ونحو 100,000 صفحة في الجريدة الرسمية للاتحاد الأوروبي. تطلبت الكثير من العمل الإداري وإجراء تغيير اقتصادي هائل، وأثارت مشاكل ثقافية كبرى، مثل المفاهيم القانونية الجديدة ومشاكل اتساق اللغة.

### الانضمام
أجرت مالطا استفتاء غير ملزم في 8 مارس 2003؛ دفع التصويت بالموافقة الضيق إلى إجراء انتخابات مبكرة في 12 أبريل 2003 حول نفس المسألة، وتمتع الحزب الوطني الموالي للاتحاد الأوروبي على إثرها بالأغلبية وأعلن تفويضًا للانضمام.
وُقعت معاهدة الانضمام 2003 في 16 أبريل 2003، في رواق أتالوس في أثينا، اليونان، بين أعضاء الاتحاد الأوروبي آنذاك والدول العشر المنضمة. عدل النص أيضًا معاهدات الاتحاد الأوروبي الرئيسية، منها التصويت بالأغلبية المشروطة لمجلس الاتحاد الأوروبي. جرى التصديق على المعاهدة في الوقت المحدد ودخلت حيز التنفيذ في 1 مايو 2004 وسط احتفالات في جميع أنحاء أوروبا.
التقى القادة الأوروبيون في دبلن لحضور الألعاب النارية ومراسم رفع العلم في أوراس آن أوشتاراين، في مقر الرئاسة الأيرلندية. في الوقت نفسه، استمتع المواطنون في جميع أنحاء أيرلندا باحتفال على مستوى البلاد أطلق عليه يوم الترحيب. شارك الرئيس رومانو برودي في الاحتفالات على الحدود الإيطالية السلوفينية في بلدة غوريتسيا/ نوفا جوريتسا المقسمة، أما على الحدود الألمانية البولندية، رُفع علم الاتحاد الأوروبي وأُنشدت أغنية إلى السعادة وقُدم عرض ليزر في مالطا إلى جانب الاحتفالات المختلفة الأخرى.
استضافت لمريك، التي تعد ثالث أكبر مدينة في أيرلندا، سلوفينيا لتكون واحدة من المدن والبلدات العشر التي رحبت بالدول العشرة المنضمة ترحيبًا فرديًا. كان رئيس الوزراء السلوفيني آنذاك أنطون روب المتحدث الضيف في مأدبة غداء العمل التي أقامتها منظمة لمريك تشامبر.